# 曹貴嬪
曹貴嬪（6世纪？—562年），中国南北朝时期西梁皇族女性，为梁宣帝萧察的貴嬪，梁明帝萧岿的母亲。
萧察是西魏在江陵立的傀儡皇帝，他死后，梁明帝萧岿嗣位，尊其祖母龚太后为太皇太后，嫡母王皇后为皇太后，曹贵嫔为皇太妃。当年五月，太皇太后去世，谥号元太后。九月，曹太妃去世，谥号孝皇太妃。